# 모즐리 RFC
모즐리 럭비 풋볼 클럽(Moseley Rugby Football Club)은 1873년 창단한 잉글랜드 버밍햄의 프로 럭비 유니온 팀이다. 홈구장은 빌슬리 커먼이며 현재 RFU 챔피언십에 참가하고 있다.